# اچ‌ام‌اس کینگ‌فیشر (پی۲۶۰)
اچ‌ام‌اس کینگ‌فیشر (پی۲۶۰) (به انگلیسی: HMS Kingfisher (P260)) یک کشتی بود که طول آن ۱۲۰ فوت (۳۷ متر) بود. این کشتی در سال ۱۹۷۴ ساخته شد.